# Арман де Перигор
Арман де Перигор (фр. Armand de Périgord) био је шеснаести велики мајстор витезова Темплара, на тој функцији био је од 1232. до 1244.

## Господар
Арман де Перигор је био господар Апулије и Сицилије од 1205. па све до преузимања функције великог мајстора 1232. Перигор је почео са нападима на муслиманске положаје у Сирији и око Галилејског језера али сви ти напади били су неуспешни.

## Масакр
Године 1236. на граници између Сирије и Турске Темплари су кренули у освајање тврђаве (енгл. Trapessac), у ово освајање са Темпларима, којих је било 120, кренуо је и мањи број стрелаца. У почетној фази битке витезови су стигли до тврђаве али их је ту сачекао жесток отпор, браниоцима је ускоро стигла помоћ из Алепа и Темплари доживљавају тежак пораз, једна група витезова успела је да се врати у хришћанско утврђење (енгл. Bagras) које се налазило петнаест километара од места битке. Вратило их се двадесетак.

## Коалиција са султаном
У септембру 1239. велики мајстор је стигао у Акре. Направио је споразум о сарадњи са султаном у Дамаску истовремено када су то Хоспиталци урадили са султаном у Египту. Мир је трајао све до 1244. када је султан из Дамаска захтевао темпларску помоћ у борби против Ајубида и њихово протеривање из Мале Азије. Битка између Темплара, Хоспиталаца, Тевтонских витезова и војске султана из Дамаска против Египатског султана и његових савезника одиграла се у октобру, (енгл. Battle of La Forbie) 1244. Хришћанско-муслиманска коалиција тешко је поражена са више од 30.000 убијених војника, неки витезови спасли су се одласком у Аскалон који је још увек био у хришћанским рукама. Није познато да ли је Арман де Перигор погинуо у овом сукобу или је заробљен и потом остао у заробљеништву све до 1247. године, јер се ова година узима као година његове смрти. На месту великог мајстора наследио га је Ришар де Бир.